# Darapskite
La darapskite è un minerale.

## Forma in cui si presenta in natura
In cristalli tabulari

## Caratteristiche chimico-fisiche
- Densità di elettroni: 2,19[1]
- Indice di fermioni: 0,05[1]
- Indice di bosoni: 0.95[1]
- Fotoelettricità: 1,34 barn/elettrone[1]